# Estádio Desportivo de Cape Coast
O Estádio Desportivo de Cape Coast (em inglês: Cape Coast Sports Stadium) é um estádio multiuso localizado na cidade de Cape Coast, em Gana. Inaugurado oficialmente em 3 de maio de 2016, é a casa onde os clubes locais Ebusua Dwarfs e Lady Strikers mandam seus jogos por competições nacionais. Sua capacidade máxima é de 15 000 espectadores.